# 1664
Cette page concerne l'année 1664  du calendrier grégorien.
Pour les articles homonymes, voir 1664 (homonymie).
L'année 1664 est une année bissextile qui commence un mardi.

## Événements
- 16-20 janvier, Inde : Shivaji prend et pille le port de Surat. Les Moghols contre-attaquent et l’assiègent dans sa capitale. Shivaji doit signer un traité le 22 juin 1665[1].
- 26 juin [2]: les Hollandais tentent une deuxième colonisation de l'île Maurice (fin le 25 janvier 1710).
- 23 juillet : débarquement du duc de Beaufort à Djidjelli, en Algérie ; il se retire le 31 octobre[3], « avec perte », selon Bussy Rabutin, « de soixante-dix pièces de canon, de toutes les munitions de guerre et de bouche et de tous les blessés et les malades »[4]
- 3 août, Maroc : l’alaouite Mulay Rachid bat son frère Mohammed dans la plaine des Angad et s’empare du Tafilalet[5].
- 10 août : à la suite d’un blocus du Ménam, les Hollandais obtiennent le monopole du commerce des peaux avec le Siam ainsi qu’un privilège d’exterritorialité[6].
- 27 août : Déclaration du Roi portant établissement d'une Compagnie pour le commerce des Indes orientales[7]. Colbert fonde la Compagnie française des Indes orientales, dont l'objet est de « naviguer et négocier depuis le cap de Bonne-Espérance presque dans toutes les Indes et mers orientales ». Elle est constituée définitivement par lettres patentes de ce jour, avec monopole du commerce lointain pour cinquante ans. Elle crée une escale à l'île Bourbon (actuelle île de La Réunion).
- 6 novembre : naufrage du navire La Lune.

- L’empereur mandchou Kangxi donne l’ordre de tracer une frontière fixe, dans le sud du Gobi, entre l’empire Mandchou et le khanat khalkha. Les peuples de Mongolie méridionale sont incorporés à l’empire mandchou[8].

### Amérique
- 11 mai : arrivée à Cayenne d'une expédition envoyée par la Compagnie de la France équinoxiale, partie de La Rochelle le 26 février sous la conduite de Tracy et La Barre ; la garnison hollandaise du Fort Cépérou capitule sans combat le 13 mai[9]. La Barre construit le premier véritable établissement urbain à Cayenne autour du Fort rebaptisé « Saint Louis ».
- 15 mai : traité de paix entre les Hollandais et les Amérindiens Delaware de la tribu des Esopus à l'issue des guerres des Esopus[10].
- 28 mai : Louis XIV crée la Compagnie française des Indes occidentales. La compagnie a le devoir de veiller à la conversion des Amérindiens ; elle permet le commerce sur la côte Ouest africaine, sur la côte Est de l’Amérique du Sud, au Canada, en Acadie et à Terre-Neuve. Sa charte sera révoquée en 1675[11]. Colbert favorise le peuplement du Canada (Nouvelle-France), plus spécifiquement la vallée du Saint-Laurent (envoi des filles du Roi, mesures natalistes)[12].
- 23 juin : entrée en fonction de Claude François du Lion, nommé gouverneur de Guadeloupe[13].

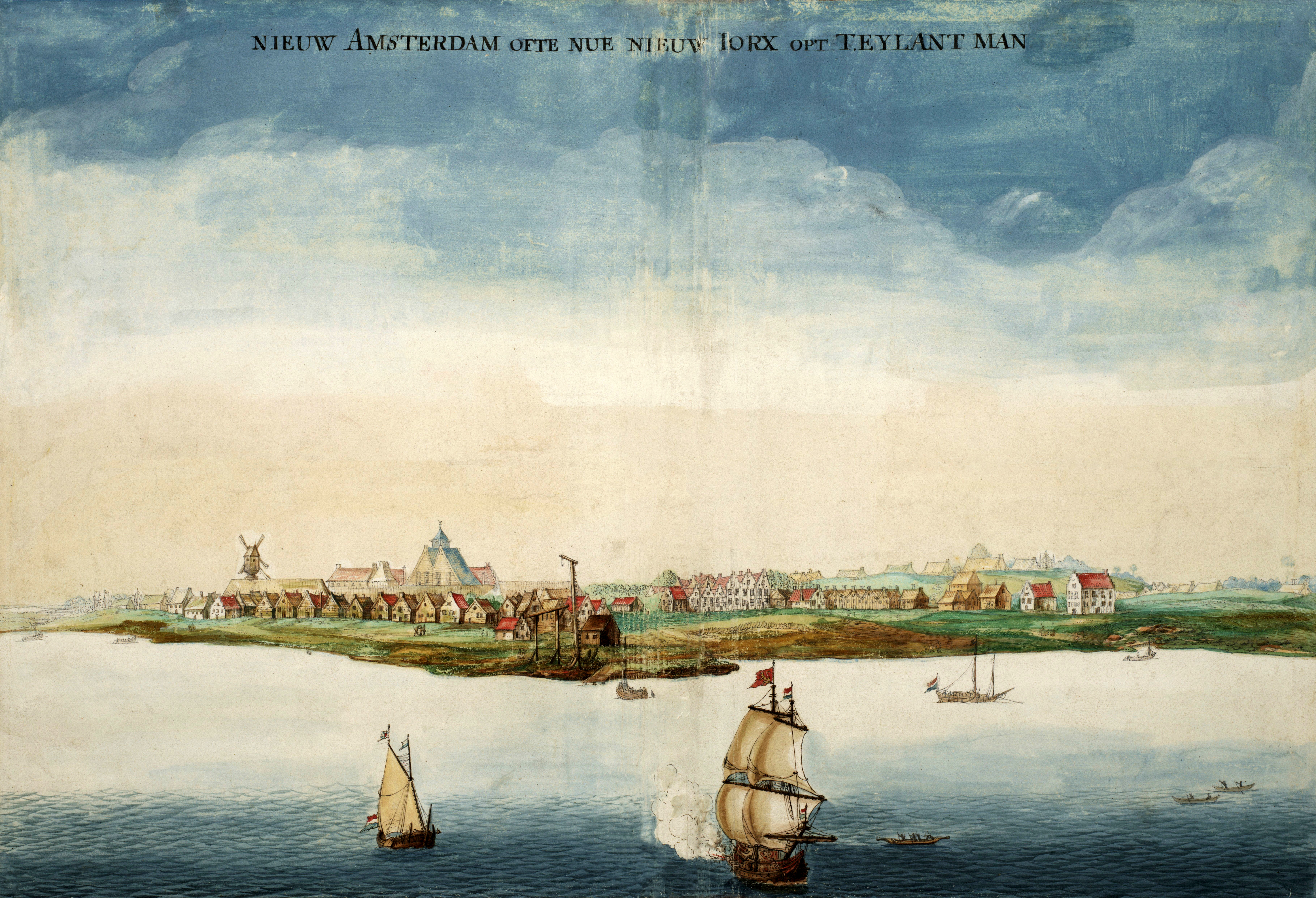
La Nouvelle-Amsterdam en 1664

- 8 septembre : le gouverneur de la Nouvelle-Néerlande, Pieter Stuyvesant, capitule et signe la reddition de La Nouvelle-Amsterdam[14]. La ville est prise par les Anglais et rebaptisée New York (les territoires néerlandais sont alloués par le roi Charles II d'Angleterre à son frère Jacques, duc de York). Beverwijck (Fort Orange) deviendra Albany et Wiltwijck, Kingston. Les Néerlandais occupent la colonie anglaise de Suriname. Le New Jersey, anciennement partie intégrante de la Nouvelle-Néerlande, deviendra colonie anglaise « privée » (1664-1665) dans les années à venir.
  - La Nouvelle-Néerlande compte alors entre 8 000 à 10 000 habitants (La Nouvelle-Amsterdam compte 1 500 âmes, Beverwijck 1 000 et La Nouvelle-Amstel sur le fleuve Sud entre 500 et 600). Les Néerlandais ont mis en place un système de clientélisme le long de l’Hudson avec d’énormes propriétés foncières, sur lesquelles certains barons (patroonship) contrôlent entièrement la vie de leurs fermiers.

- Montserrat est prise par les Français. Elle est rendue aux Anglais en 1668[15].

### Europe
- Février : Avvakoum, de retour à Moscou, est reçu par le tsar et logé dans l’un des monastères du Kremlin[16].
- 6 mars : signature à Paris d'une alliance entre la France et le Brandebourg[17].
- 5 avril, Angleterre : abrogation de l'Acte de Triennalité de 1641, fixant à trois ans le laps de temps maximal entre la réunion de deux Parlements[18].
- 16 mai : Conventicles Act (en) (1664 et 1670). Répression des réunions religieuses non autorisées en Angleterre[19].
- Printemps : offensive des Turcs en Autriche[20].
- 7 juillet, guerre de Restauration : les Espagnols sont battus par les Portugais à la bataille de Castelo Rodrigo[21].
- 15 juillet : autodafé à Valladolid[22].
- 19 juillet : victoire du général de Souches sur l'armée du pacha de Neuhäusl à la bataille de Leva[23].

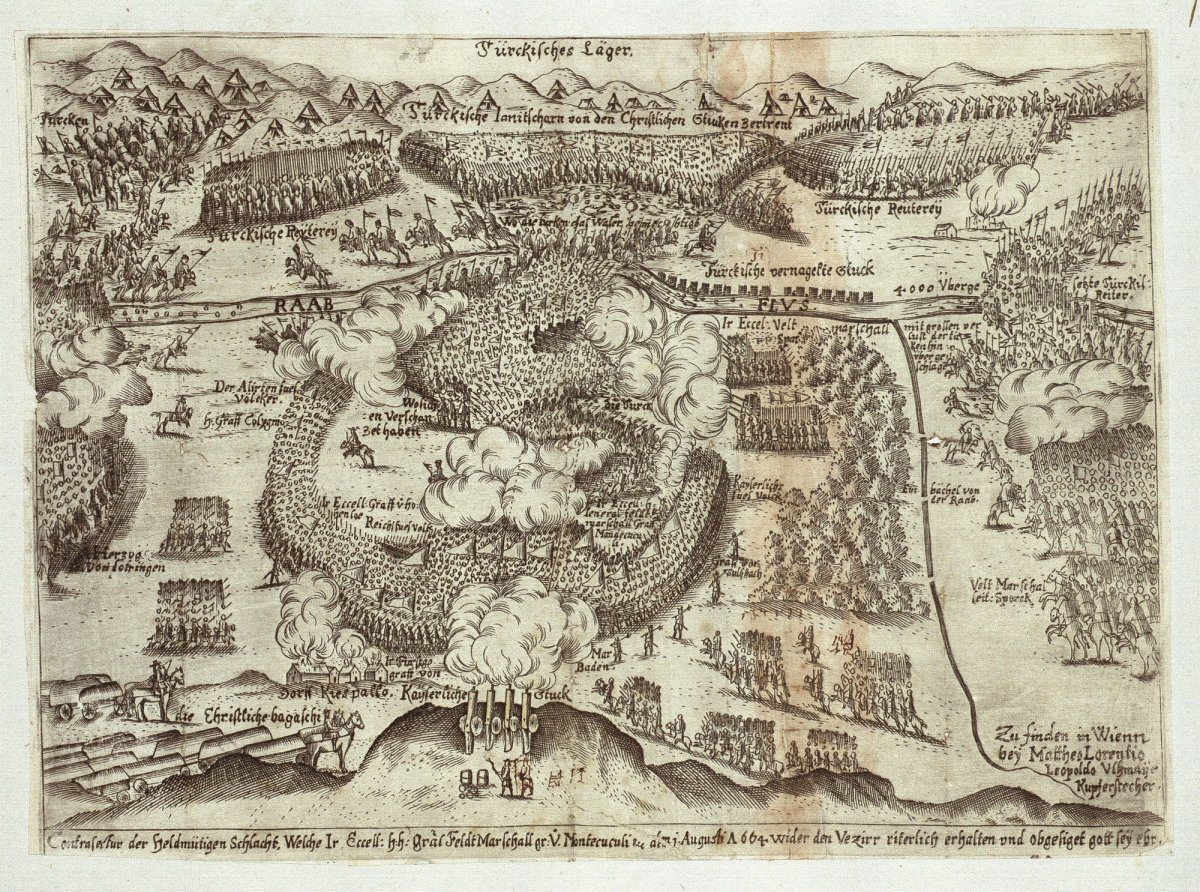
: bataille de Saint-Gothard.

- 1er août : bataille de Saint-Gothard, près du village hongrois de Szentgotthárd[24]. Les Turcs sont écrasés, malgré leur supériorité numérique, par l'armée du Saint-Empire romain germanique commandée par le général italien Raimondo Montecuccoli et par les troupes hongroises de Miklós Zrínyi, grâce au secours des troupes françaises commandées par Jean de Coligny-Saligny.
- 10 août[24] : malgré l’offre d’assistance de la ligue du Rhin et de la France, Léopold Ier signe la paix de Vasvár. Les Turcs conservent leurs conquêtes (zone entre le Raab et le lac Balaton au sud du Danube, région minière du Garan en Haute-Hongrie), des accords commerciaux sont signés entre l’Autriche et la Porte. Le vizir Ahmed Köprülü reconnaît Michel Apaffy comme prince de Transylvanie. Les Hongrois condamnent cette paix (conjuration des magnats) et se tournent vers Miklós Zrinyi, mais celui-ci est tué en novembre par un sanglier, dans des circonstances mystérieuses.
- 22 août : la communauté juive de Londres obtient de la couronne une charte de protection[25].
- 29 août : Avvakoum, fidèle à ses idées, est de nouveau exilé à Mezen (fin le 1er mars 1666)[16].
- 17 novembre : décret de la Congrégation de l'Index[26]. La mise à l'Index de Galilée est levée.
- 14 octobre, Espagne : dévaluation des vellon (billon), pièces composées d’un alliage d’argent et de cuivre[27].
- Novembre : Début de la Grande peste de Londres (fin en 1666)[28].
- 17 novembre : La comète C/1664 W1 est aperçue pour la première fois en Espagne ; et sera observée et décrite par des témoins en Europe jusqu’en mars 1965.
- 29 décembre : la diète de Pologne condamne l’hetman Georges Lubomirski, par contumace, à la destitution et à la mort. Lubomirski s'enfuit à Breslau avant de prendre la tête de l’insurrection contre Jean II Casimir Vasa en 1665[29].

#### France
- 2 janvier : Colbert devient surintendant des Bâtiments, Arts et Manufactures[30]. Il favorise l’établissement de manufactures.
- 12 février : articles de Pise[31]. Louis XIV rend Avignon et le Comtat au Saint-Siège.
- 12 mai : représentation devant la cour du premier Tartuffe ou l'Imposteur (en trois actes)[32]. Le parti dévot, groupé autour de l’ancienne Compagnie du Saint-Sacrement, d’Anne d'Autriche, du prince de Conti, de l’archevêque de Paris Hardouin de Péréfixe, parviennent à faire interdire les représentations publiques du Tartuffe de Molière. Le roi, alors anti-dévot, imposera la pièce à partir de 1669[33].
- 28 mai : compagnie française des Indes orientales[34].
- 9 juin : Jérôme Hatt, ayant obtenu son habilitation de maître-brasseur, fonde à Strasbourg, place du Corbeau, près de la cathédrale, la brasserie du Canon, qui deviendra la brasserie Kronenbourg. Cette date de fondation désigne l'un des produits de la marque : la 1664[35].
- 22 juin : une déclaration royale inaugure une grande enquête sur les usurpations de noblesse[36]. Chaque famille doit fournir la preuve de son état noble antérieur à un siècle et en fournir les titres écrits. Cette mesure favorise la noblesse de robe au détriment de celle d’épée.
- 29 juillet : excuses publiques du Saint-Siège à Fontainebleau pour l’Affaire de la garde corse du 20 août 1662[37].
- 5 août[38] : Louis XIV crée la manufacture royale de tapisserie de Beauvais.
- 21-26 août : mesures vexatoires contre les religieuses de Port-Royal[39].
- 18 septembre : tarif douanier français protecteur[40].
- 20 décembre : Nicolas Fouquet est condamné au bannissement perpétuel, peine commuée en prison à vie par le roi (28 décembre). Il est enfermé à Pignerol le 16 juillet 1665[41].

## Naissances en 1664
- 31 mai : Jules Alberoni, cardinal italien et homme d'État espagnol († 26 juin 1752).
- 3 juin : Rachel Ruysch, peintre néerlandaise († 12 août 1750).
- 13 juin : Giovanni Antonio de Grott, peintre italien († 27 décembre 1712).
- 15 juin : Jean Meslier, prêtre et philosophe des Lumières français († 17 juin 1729).
- 24 juin : Mustafa II, sultan de l'empire ottoman ( † 29 décembre 1703 )
- 4 août : Philibert Lambert, poète français († 3 mars 1731).
- 5 septembre : Daniel Parke, militaire, homme politique et gouverneur colonial anglais († 7 décembre 1710).
- 1er octobre : Diego Mateo Zapata, médecin espagnol († juillet 1745).
- 19 décembre : François Jouvenet, peintre français († 8 avril 1749).
- Vers 1664 :
  - Giacomo Francesco Cipper, peintre italien d'origine autrichienne († 17 octobre 1736).
  - Claude-Jean-Baptiste Dodart, Premier-médecin du roi Louis XV († 25 novembre 1730).
  - Daniel Purcell, compositeur anglais († novembre 1717).

## Décès en 1664
- 8 janvier : Moïse Amyraut, théologien protestant français (° septembre 1596).
- 14 janvier : Françoise-Madeleine d'Orléans, duchesse de Savoie (° 13 octobre 1648).
- 4 avril : Adam Willaerts, peintre de marine néerlandais (° 1577).
- 22 avril : Juan Gutiérrez de Padilla, compositeur de musique baroque espagnol (° vers 1590).
- 5 mai : Giovanni Benedetto Castiglione, peintre, graveur et imprimeur italien (° 23 mai 1609).
- 11 mai : Salomon de Bray, architecte et peintre néerlandais (° 1597).
- 19 mai : Mme de Nemours (Élisabeth de Vendôme, veuve de Charles Amédée de Savoie-Nemours) (° 1614).
- 2 juin : Henri II de Guise, archevêque de Reims, duc de Guise et prince de Joinville (° 4 avril 1614).
- 16 juillet : Andreas Greif dit Gryphius, poète et dramaturge allemand (° 11 octobre 1616).
- 19 juillet : Egbert van der Poel, peintre néerlandais (° 9 mars 1621).
- 3 août : Jacopo Vignali, peintre italien de l'école florentine (° 5 septembre 1592).
- 9 août : Andries Beeckman, peintre néerlandais (° 31 août 1628).
- 27 août : Francisco de Zurbarán, peintre, espagnol (° 6 novembre 1598).
- ? août : Nicolas Rigault, magistrat, bibliothécaire et philologue français (° 1577).
- 10 septembre : Giovanni Battista Scanaroli, jurisconsulte et prélat italien (° 1579).
- 18 novembre : Miklós Zrinyi, poète épique hongrois, auteur du poème le Péril de Sziget (° 5 janvier 1620).
- 15 décembre : Dietrich Reinkingk, constitutionnaliste et homme politique allemand (° 10 mars 1590).
- 26 décembre : Marie-Anne de France, fille de Louis XIV de France et de Marie-Thérèse née le 16 novembre de cette même année.
- Date précise inconnue :
  - Maerten Boelema de Stomme,  peintre de natures mortes hollandais (° 17 février 1611).
  - Angelo Nardi, peintre italien (° 19 février 1584).